# Minearbejdere i Donetsk
Minearbejdere i Donetsk (russisk: Донецкие шахтёры) er en sovjetisk film fra 1951 af Leonid Lukov.

## Medvirkende
- Mikhail Gelovani som Stalin
- Aleksej Gribov som Kliment Vorosjilov
- Vladimir Druzjnikov som Dmitrij Trofimenko
- Pjotr Alejnikov som Andrej Postojko
- Oleg Zjakov som Andrejev